# Keyston
Keyston är en by i civil parish Bythorn and Keyston, i distriktet Huntingdonshire, i grevskapet Cambridgeshire i England. Byn är belägen 6 km från Thrapston. Keyston var en civil parish fram till 1935 när blev den en del av Bythorn and Keyston. Civil parish hade 151 invånare år 1931. Byn nämndes i Domedagsboken (Domesday Book) år 1086, och kallades då Chetelestan/Ketelestan.